# Piscataquis County
Piscataquis County är ett administrativt område i delstaten Maine, USA. Piscataquis är ett av sexton countyn i staten och ligger i den centrala delen av staten. År 2010 hade Piscataquis County 17 535 invånare. Den administrativa huvudorten (county seat) är Dover-Foxcroft.

## Geografi
Enligt United States Census Bureau har countyt en total area på 11 337 km². 10 272 km² av den arean är land och 1 065 km² är vatten.

### Angränsande countyn
- Aroostook County, Maine - nord
- Penobscot County, Maine - sydöst
- Somerset County, Maine - väst